# Aegiphila arcta
Aegiphila arcta là một loài thực vật có hoa trong họ Hoa môi. Loài này được Moldenke mô tả khoa học đầu tiên năm 1971 publ. 1972.